# Cooper Island

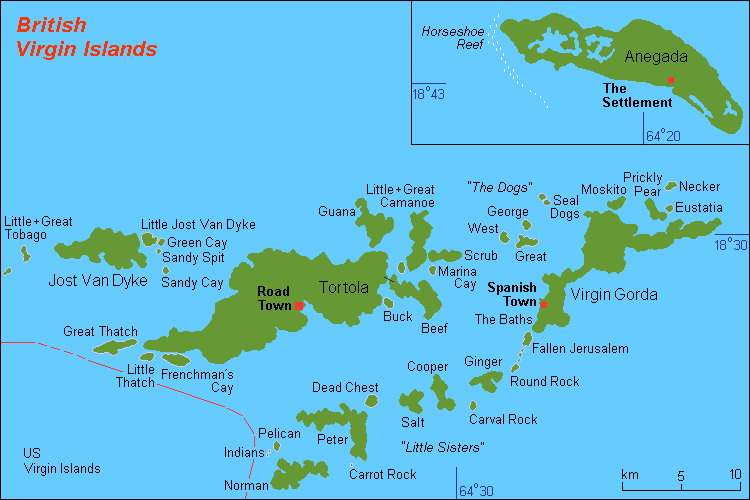
Brittiska Jungfruöarna

Cooper Island (engelska Cooper Island) är en ö i ögruppen Brittiska Jungfruöarna i Västindien som tillhör Storbritannien.

## Geografi
Cooper Island ligger i Karibiska havet ca 8 km söder om huvudön Tortola och mindre än 1 km öster om Salt Island.
Ön är av vulkaniskt ursprung och har en areal om ca 2 km² med en längd på ca 2,4 km och ca 0,8 km bred. Den högsta höjden är på ca 520 m ö.h.
Ön saknar bofast befolkning men vid viken Manchioneel Bay på öns norra del finns några restauranger och "Guest Houses".
Ön kan endast nås med fartyg och är en populär utflyktsort.

## Historia
Cooper Island upptäcktes 1493 av Christofer Columbus under sin andra resa till Nya världen.
1672 införlivades ön i den brittiska kolonin Antigua.
1773 blev ön tillsammans med övriga öar till det egna området Brittiska Jungfruöarna.
Idag är turism öns enda inkomstkälla.